# Distretto di Huicheng
Il distretto di Huicheng (惠城区S, Huìchéng QūP) è un distretto della Cina, situato nella provincia del Guangdong e amministrato dalla prefettura di Huizhou.